# Mistrovství světa v ledním hokeji 2024 (Divize III)
Mistrovství světa v ledním hokeji 2024 (Divize III) byl mezinárodní hokejový turnaj pořádaný Mezinárodní hokejovou federací.
Turnaj skupiny A se konal v kyrgyzském Biškeku od 10. do 16. března 2024. Turnaj skupiny B se konal v Sarajevu (Bosna a Hercegovina). 

## Skupina A

### Účastníci
| Tým          | Kvalifikace                                      |
| ------------ | ------------------------------------------------ |
| Mexiko       | 6. místo v Divizi II B 2023 a sestup             |
| Turkmenistán | 2. místo v Divizi III A 2023                     |
| JAR          | 3. místo v Divizi III A 2023                     |
| Thajsko      | 4. místo v Divizi III A 2023                     |
| Lucembursko  | 5. místo v Divizi III A 2023                     |
| Kyrgyzstán   | Pořadatel, 1. místo v Divizi III B 2023 a postup |

### Rozhodčí
| Hlavní                                                         | Čároví |
| -------------------------------------------------------------- | --- |
| - Konstantin Čubenko - Jung-jin Čae - Ferhat Aygün - David Gal | - Čchang-lin Jang - Miroslav Lhotský - Tornike Kuchava - Sindri Gunnarsson - Vladislav Zotov - Kju-sjong Kang - Berkay Aslanbey |

### Tabulka
|  | Jeden tým postupující do divize II B  |
|  | Jeden tým sestupující do divize III B |

| Poř. | Tým          | Z | V | VP | PP | P | GV | GI | +/- | B  |
| ---- | ------------ | - | - | -- | -- | - | -- | -- | --- | -- |
| 1.   | Thajsko      | 5 | 5 | 0  | 0  | 0 | 38 | 9  | +29 | 15 |
| 2.   | Kyrgyzstán   | 5 | 4 | 0  | 0  | 1 | 37 | 22 | +15 | 12 |
| 3.   | Lucembursko  | 5 | 2 | 1  | 0  | 2 | 17 | 22 | -5  | 8  |
| 4.   | Turkmenistán | 5 | 2 | 0  | 0  | 3 | 23 | 31 | -8  | 6  |
| 5.   | JAR          | 5 | 1 | 0  | 0  | 4 | 13 | 26 | -13 | 3  |
| 6.   | Mexiko       | 5 | 0 | 0  | 1  | 4 | 15 | 33 | -18 | 1  |

### Zápasy
Všechny časy jsou místní (UTC+6).
| 10. března 2024 14:00 | JAR | 6 : 3 (3:1, 1:2, 2:0) | Mexiko | Gorodskoy Katok, Biškek Návštěvnost: 100 |  |

| Report | |                                     |                                                    |                                                                   |
| Ryan Boyd | Ryan Boyd | Brankáři                            | Tomas Payro                                        | Rozhodčí: Konstantin Čubenko Čároví: Kju-son Kang Vladislav Zotov |
| Samaai (Valadas, Carelse) 02:58' Valadas (Samaai, Carelse) 08:31' Carelse (Valadas, Samaai) 10:50' Samaai 21:59' Birrell (Kluyts, Bremner) 43:33' van Doesburgh (Krotz, Giot) 45:42' | Samaai (Valadas, Carelse) 02:58' Valadas (Samaai, Carelse) 08:31' Carelse (Valadas, Samaai) 10:50' Samaai 21:59' Birrell (Kluyts, Bremner) 43:33' van Doesburgh (Krotz, Giot) 45:42' | 1:0 2:0 3:0 3:1 3:2 4:2 4:3 5:3 6:3 | 13:11' Tapia 20:11' Chávez (Álvarez) 35:31' Chávez | Rozhodčí: Konstantin Čubenko Čároví: Kju-son Kang Vladislav Zotov |
| 18 min | 18 min | Tresty                              | 12 min                                             | Rozhodčí: Konstantin Čubenko Čároví: Kju-son Kang Vladislav Zotov |
| 28 | 28 | Střely                              | 29                                                 | Rozhodčí: Konstantin Čubenko Čároví: Kju-son Kang Vladislav Zotov |

| 10. března 2024 17:00 | Turkmenistán | 3 : 4 (0:2, 2:0, 1:2) | Lucembursko | Gorodskoy Katok, Biškek Návštěvnost: 100 |  |

| Report                                                                                         |                                                                                                |                             | |                                                             |
| Rahman Myradov                                                                                 | Rahman Myradov                                                                                 | Brankáři                    | Philippe Lepage                                                                                                   | Rozhodčí: David Gal Čároví: Berkay Aslanbey Tornike Kuchava |
| Vahovskij (Aganjazov, Gurbanov) 24:50' Tannyjev (Kakabajev) 35:21' Bajmyradov (Nuryjev) 56:20' | Vahovskij (Aganjazov, Gurbanov) 24:50' Tannyjev (Kakabajev) 35:21' Bajmyradov (Nuryjev) 56:20' | 0:1 0:2 1:2 2:2 2:3 3:3 3:4 | 04:24' Church (Cannon, Beran) 05:33' C. Mossong (Beran) 44:13' Cannon (Backes) 59:04' Cannon (Backes, P. Vincens) | Rozhodčí: David Gal Čároví: Berkay Aslanbey Tornike Kuchava |
| 14 min                                                                                         | 14 min                                                                                         | Tresty                      | 12 min | Rozhodčí: David Gal Čároví: Berkay Aslanbey Tornike Kuchava |
| 31                                                                                             | 31                                                                                             | Střely                      | 21 | Rozhodčí: David Gal Čároví: Berkay Aslanbey Tornike Kuchava |

| 10. března 2024 20:00 | Kyrgyzstán | 4 : 9 (2:1, 1:3, 1:5) | Thajsko | Gorodskoi Katok, Biškek Návštěvnost: 1 500 |  |

| Report                                                                                         |                                                                                                |                                                     | |                                                                   |
| Alexander Petrov (od 54. minuty Arslan Marajmbekov)                                            | Alexander Petrov (od 54. minuty Arslan Marajmbekov)                                            | Brankáři                                            | Benjamin Kleineschay | Rozhodčí: Jung-jin Čae Čároví: Sindri Gunnarsson Miroslav Lhotský |
| Sejfulov (Ismatov) 01:24' Jegorov (Chuvalov) 14:17' Mirbekov 33:38' Leščenkov (Tonkikh) 43:29' | Sejfulov (Ismatov) 01:24' Jegorov (Chuvalov) 14:17' Mirbekov 33:38' Leščenkov (Tonkikh) 43:29' | 1:0 1:1 2:1 2:2 3:2 3:3 3:4 4:4 4:5 4:6 4:7 4:8 4:9 | 11:11' Kindborn 29:00' Thanakroekkiat (Kitayama, Kindborn) 38:48' Limpinphet (Kindborn) 39:02' Kitayama (Suwachirat) 43:53' Lampson 45:07' Kitayama (Thanakroekkiat) 53:22' Isaksson (Kindborn) 53:37' Khuhakaew (Limpinphet, Kindborn) 55:21' Isaksson (Lampson) | Rozhodčí: Jung-jin Čae Čároví: Sindri Gunnarsson Miroslav Lhotský |
| 16 min                                                                                         | 16 min                                                                                         | Tresty                                              | 16 min | Rozhodčí: Jung-jin Čae Čároví: Sindri Gunnarsson Miroslav Lhotský |
| 55                                                                                             | 55                                                                                             | Střely                                              | 22 | Rozhodčí: Jung-jin Čae Čároví: Sindri Gunnarsson Miroslav Lhotský |

| 11. března 2024 14:00 | Turkmenistán | 4 : 3 (2:1, 1:1, 1:1) | JAR | Gorodskoi Katok, Biškek Návštěvnost: 600 |  |

| Report | |                             | |                                                                  |
| Keremli Charyjev | Keremli Charyjev | Brankáři                    | Ryan Boyd                                                                                           | Rozhodčí: Ferhat Aygün Čároví: Sindri Gunnarsson Tornike Kuchava |
| Nuryjev (Bajhanov, Bajmyradov) 01:58' Kakabajev (Esenov) 13:16' Nuryjev (Bajmyradov, Bajhanov) 24:59' Dovletmyradov (Bajhanov) 41:28' | Nuryjev (Bajhanov, Bajmyradov) 01:58' Kakabajev (Esenov) 13:16' Nuryjev (Bajmyradov, Bajhanov) 24:59' Dovletmyradov (Bajhanov) 41:28' | 1:0 2:0 2:1 3:1 3:2 4:2 4:3 | 13:16' Van Doesburgh (Giot) 30:24' Van Doesburgh (Compton, Venter) 42:00' Valadas (Samaai, Carelse) | Rozhodčí: Ferhat Aygün Čároví: Sindri Gunnarsson Tornike Kuchava |
| 8 min | 8 min | Tresty                      | 13 min                                                                                              | Rozhodčí: Ferhat Aygün Čároví: Sindri Gunnarsson Tornike Kuchava |
| 29 | 29 | Střely                      | 22                                                                                                  | Rozhodčí: Ferhat Aygün Čároví: Sindri Gunnarsson Tornike Kuchava |

| 11. března 2024 17:00 | Mexiko | 0 : 5 (0:2, 0:1, 0:2) | Thajsko | Gorodskoi Katok, Biškek Návštěvnost: 300 |  |

| Report      |             |                     | |                                                                 |
| Tomas Payro | Tomas Payro | Brankáři            | Benjamin Kleineschay | Rozhodčí: Jung-jin Čae Čároví: Miroslav Lhotský Čchang-lin Jang |
|             |             | 0:1 0:2 0:3 0:4 0:5 | 05:30' Isaksson (Lampson, Kindborn) 08:15' Kindborn 20:48' Lampson (Kindborn, Isaksson) 40:56' Isaksson 59:39' Lampson (Forstner) | Rozhodčí: Jung-jin Čae Čároví: Miroslav Lhotský Čchang-lin Jang |
| 8 min       | 8 min       | Tresty              | 12 min | Rozhodčí: Jung-jin Čae Čároví: Miroslav Lhotský Čchang-lin Jang |
| 29          | 29          | Střely              | 40 | Rozhodčí: Jung-jin Čae Čároví: Miroslav Lhotský Čchang-lin Jang |

| 11. března 2024 20:00 | Lucembursko | 3 : 7 (0:3, 1:2, 2:2) | Kyrgyzstán | Gorodskoi Katok, Biškek Návštěvnost: 800 |  |

| Report                                                                          |                                                                                 |                                         | |                                                           |
| Philippe Lepage                                                                 | Philippe Lepage                                                                 | Brankáři                                | Alexander Petrov | Rozhodčí: David Gal Čároví: Kju-song Kang Vladislav Zotov |
| Beran (Church, Cannon) 28:17' C. Mossong (Cannon) 54:01' Backes (Cannon) 56:35' | Beran (Church, Cannon) 28:17' C. Mossong (Cannon) 54:01' Backes (Cannon) 56:35' | 0:1 0:2 0:3 1:3 1:4 1:5 1:6 1:7 2:7 3:7 | 13:46' Titov (Sejfulov, Ismatov) 14:31' Tonkikh (Jegorov, Terentjev) 17:01' Sejfulov (Ismatov) 33:49' Bekmuratov (Ismanov) 36:28' Sejfulov (Kudašev) 44:05' Sejfulov (Titov) 49:49' Mirbekov (Ismanov) | Rozhodčí: David Gal Čároví: Kju-song Kang Vladislav Zotov |
| 8 min                                                                           | 8 min                                                                           | Tresty                                  | 10 min | Rozhodčí: David Gal Čároví: Kju-song Kang Vladislav Zotov |
| 32                                                                              | 32                                                                              | Střely                                  | 62 | Rozhodčí: David Gal Čároví: Kju-song Kang Vladislav Zotov |

| 13. března 2024 14:00 | Mexiko | 4 : 5 PP (0:0, 1:1, 3:3 – 0:1) | Lucembursko | Gorodskoi Katok, Biškek Návštěvnost: 200 |  |

| Report | |                                     | |                                                                |
| Santiago Gómez | Santiago Gómez | Brankáři                            | Philippe Lepage | Rozhodčí: Ferhat Aygün Čároví: Berkay Aslanbey Čchang-lin Jang |
| A. Valencia (L. Valencia, Tapia) 23:01' Esteban (Ayala) 44:53' E. Valencia 45:14' Tapia (L. Valencia, Rullan) 52:51' | A. Valencia (L. Valencia, Tapia) 23:01' Esteban (Ayala) 44:53' E. Valencia 45:14' Tapia (L. Valencia, Rullan) 52:51' | 1:0 1:1 2:1 3:1 3:2 3:3 3:4 4:4 4:5 | 34:01' C. Mossong (Backes, Cannon) 47:55' A. Vincens (C. Mossong, Cannon) 49:03' Backes (C. Mossong) 50:00' Church 62:27' Mykkanen (Backes, Cannon) | Rozhodčí: Ferhat Aygün Čároví: Berkay Aslanbey Čchang-lin Jang |
| 24 min | 24 min | Tresty                              | 10 min | Rozhodčí: Ferhat Aygün Čároví: Berkay Aslanbey Čchang-lin Jang |
| 31 | 31 | Střely                              | 275 | Rozhodčí: Ferhat Aygün Čároví: Berkay Aslanbey Čchang-lin Jang |

| 13. března 2024 17:00 | JAR | 1 : 5 (0:2, 0:2, 1:1) | Thajsko | Gorodskoi Katok, Biškek Návštěvnost: 200 |  |

| Report                                |                                       |                         | |                                                            |
| Ryan Boyd (od 33. minuty Ivan Muller) | Ryan Boyd (od 33. minuty Ivan Muller) | Brankáři                | Benjamin Kleineschay | Rozhodčí: David Gal Čároví: Kju-song Kang Miroslav Lhotský |
| Magmoed (Samaai) 44:28'               | Magmoed (Samaai) 44:28'               | 0:1 0:2 0:3 0:4 0:5 1:5 | 00:27' Isaksson (Forstner, Lampson) 04:28' Kitayama (Suwachirat, Khuhakaew) 28:37' Kitayama (Isaksson) 32:17' Kitayama (Lampson, Isaksson) 40:28' Isaksson (Forstner, Lampson) | Rozhodčí: David Gal Čároví: Kju-song Kang Miroslav Lhotský |
| 12 min                                | 12 min                                | Tresty                  | 10 min | Rozhodčí: David Gal Čároví: Kju-song Kang Miroslav Lhotský |
| 24                                    | 24                                    | Střely                  | 45 | Rozhodčí: David Gal Čároví: Kju-song Kang Miroslav Lhotský |

| 13. března 2024 20:00 | Turkmenistán | 5 : 7 (1:2, 2:2, 2:3) | Kyrgyzstán | Gorodskoi Katok, Biškek Návštěvnost: 950 |  |

| Report                                                |                                                       |          |                  |                                                                      |
| Keremli Čaryjev (od 55. do 57. minuty Rahman Myradov) | Keremli Čaryjev (od 55. do 57. minuty Rahman Myradov) | Brankáři | Alexander Petrov | Rozhodčí: Konstantin Čubenko Čároví: Tornike Kuchava Vladislav Zotov |
| 14 min                                                | 14 min                                                | Tresty   | 18 min           | Rozhodčí: Konstantin Čubenko Čároví: Tornike Kuchava Vladislav Zotov |
| 19                                                    | 19                                                    | Střely   | 58               | Rozhodčí: Konstantin Čubenko Čároví: Tornike Kuchava Vladislav Zotov |

| 14. března 2024 14:00 | Lucembursko | 4 : 2 (2:1, 2:1, 0:0) | JAR | Gorodskoi Katok, Biškek Návštěvnost: 200 |  |

| Report          |                 |          |             |                                                                |
| Philippe Lepage | Philippe Lepage | Brankáři | Ivan Muller | Rozhodčí: Jung-jim Čae Čároví: Sindri Gunnarsson Kju-song Kang |
| 8 min           | 8 min           | Tresty   | 6 min       | Rozhodčí: Jung-jim Čae Čároví: Sindri Gunnarsson Kju-song Kang |
| 27              | 27              | Střely   | 25          | Rozhodčí: Jung-jim Čae Čároví: Sindri Gunnarsson Kju-song Kang |

| 14. března 2024 17:00 | Thajsko | 13 : 3 (3:2, 6:0, 4:1) | Turkmenistán | Gorodskoi Katok, Biškek Návštěvnost: 300 |  |

| Report               |                      |          |                                                |                                                                      |
| Benjamin Kleineschay | Benjamin Kleineschay | Brankáři | Keremli Čaryjev (od 41. minuty Rahman Myradov) | Rozhodčí: Konstantin Čubenko Čároví: Berkay Aslanbey Tornike Kuchava |
| 15 min               | 15 min               | Tresty   | 45 min                                         | Rozhodčí: Konstantin Čubenko Čároví: Berkay Aslanbey Tornike Kuchava |
| 37                   | 37                   | Střely   | 31                                             | Rozhodčí: Konstantin Čubenko Čároví: Berkay Aslanbey Tornike Kuchava |

| 14. března 2024 20:00 | Kyrgyzstán | 9 : 4 (4:1, 3:2, 2:1) | Mexiko | Gorodskoi Katok, Biškek Návštěvnost: 400 |  |

| Report             |                    |          |                                          |                                                             |
| Arslan Marajmbekov | Arslan Marajmbekov | Brankáři | Tomas Pyro (od 9. minuty Santiago Gómez) | Rozhodčí: David Gal Čároví: Čchang-lin Jang Vladislav Zotov |
| 22 min             | 22 min             | Tresty   | 10 min                                   | Rozhodčí: David Gal Čároví: Čchang-lin Jang Vladislav Zotov |
| 44                 | 44                 | Střely   | 20                                       | Rozhodčí: David Gal Čároví: Čchang-lin Jang Vladislav Zotov |

| 16. března 2024 14:00 | Thajsko | 6 : 1 (3:1, 2:0, 1:0) | Lucembursko | Gorodskoi Katok, Biškek Návštěvnost: 200 |  |

| Report | |                             |                                  |                                                                        |
| Benjamin Kleineschay | Benjamin Kleineschay | Brankáři                    | Philippe Lepage                  | Rozhodčí: Konstantin Čubenko Čároví: Sindri Gunnarsson Vladislav Zotov |
| Lampson (Kindborn, Isaksson) 12:15' Isaksson (Lampson) 17:51' Lampson (Limpinphet, Isaksson) 19:33' Kitayama (Isaksson, Kindborn) 25:59' Lampson (Suwachirat) 27:45' Suwachirat (Limpinphet, Kindborn) 43:10' | Lampson (Kindborn, Isaksson) 12:15' Isaksson (Lampson) 17:51' Lampson (Limpinphet, Isaksson) 19:33' Kitayama (Isaksson, Kindborn) 25:59' Lampson (Suwachirat) 27:45' Suwachirat (Limpinphet, Kindborn) 43:10' | 1:0 1:1 2:1 3:1 4:1 5:1 6:1 | 16:50' Mykkanen (Backes, Church) | Rozhodčí: Konstantin Čubenko Čároví: Sindri Gunnarsson Vladislav Zotov |
| 8 min | 8 min | Tresty                      | 10 min                           | Rozhodčí: Konstantin Čubenko Čároví: Sindri Gunnarsson Vladislav Zotov |
| 38 | 38 | Střely                      | 27                               | Rozhodčí: Konstantin Čubenko Čároví: Sindri Gunnarsson Vladislav Zotov |

| 16. března 2024 17:00 | Mexiko | 4 : 8 (1:3, 2:4, 1:1) | Turkmenistán | Gorodskoi Katok, Biškek Návštěvnost: 400 |  |

| Report                                                                                        |                                                                                               |                                                 | |                                                                  |
| Santiago Gómez (od 23. minuty Tomas Payro)                                                    | Santiago Gómez (od 23. minuty Tomas Payro)                                                    | Brankáři                                        | Keremli Čaryjev | Rozhodčí: Jung-jin Čaje Čároví: Berkay Aslanbey Miroslav Lhotský |
| Apud (Tapia) 04:29' A. Valencia (Rullan, Chávez) 27:24' Esteban (Rullan) 34:05' Rullan 48:24' | Apud (Tapia) 04:29' A. Valencia (Rullan, Chávez) 27:24' Esteban (Rullan) 34:05' Rullan 48:24' | 1:0 1:1 1:2 1:3 1:4 1:5 1:6 2:6 2:7 3:7 4:7 4:8 | 11:02' Dovletmyradov (Bajajev, Nuryjev) 14:16' Vahovskij (Hydyrov, Annasaparov) 17:59' Bajmyradjov (Esenov, Annasaparov) 20:34' Dovletmyradov (Barkovskij, Geldimyradov) 22:42' Vahovskij (Kakabajev, Bajajev) 25:39' Bajmyradov (Nuryjev) 28:17' Nuryjev (Kakajanov, Geldimyradov) 58:02' Nuryjev (Bajmyradov) | Rozhodčí: Jung-jin Čaje Čároví: Berkay Aslanbey Miroslav Lhotský |
| 85 min                                                                                        | 85 min                                                                                        | Tresty                                          | 45 min | Rozhodčí: Jung-jin Čaje Čároví: Berkay Aslanbey Miroslav Lhotský |
| 30                                                                                            | 30                                                                                            | Střely                                          | 20 | Rozhodčí: Jung-jin Čaje Čároví: Berkay Aslanbey Miroslav Lhotský |

| 16. března 2024 20:00 | JAR | 1 : 10 (0:4, 1:5, 0:1) | Kyrgyzstán | Gorodskoi Katok, Biškek Návštěvnost: 1 000 |  |

| Report                         |                                |                                              | |                                                             |
| Ryan Boyd                      | Ryan Boyd                      | Brankáři                                     | Arslan Marajmbekov | Rozhodčí: David Gal Čároví: Tornike Kuchava Čchang-lin Jang |
| Magmoed (Giot, Carelse) 30:02' | Magmoed (Giot, Carelse) 30:02' | 0:1 0:2 0:3 0:4 1:4 1:5 1:6 1:7 1:8 1:9 1:10 | 02:30' Jegorov (Tonkikh) 05:07' Sejfulov (Isamatov, Abdyrajev) 08:22' Kudašev (Čuvalov, Nosov) 17:48' Sapitov (Ismanov, Mirbekov) 30:29' Sejfulov (Abdyrajev) 32:52' Čuvalov (Jegorov) 34:31' Titov (Jegorov, Sejfulov) 37:35' Čuvalov (Tonkikh, Jegorov) 39:44' Čuvalov (Jegorov) 46:55' Titov (Sejfulov, Mirbekov) | Rozhodčí: David Gal Čároví: Tornike Kuchava Čchang-lin Jang |
| 8 min                          | 8 min                          | Tresty                                       | 6 min | Rozhodčí: David Gal Čároví: Tornike Kuchava Čchang-lin Jang |
| 19                             | 19                             | Střely                                       | 56 | Rozhodčí: David Gal Čároví: Tornike Kuchava Čchang-lin Jang |

### Hráčské statistiky

#### Kanadské bodování
Toto je konečné pořadí hráčů podle dosažených bodů. Za jeden vstřelený gól nebo přihrávku na gól hráč získal jeden bod.
| Poř. | Hráč             | Tým          | Z | G  | A  | B  | TM | +/- |
| ---- | ---------------- | ------------ | - | -- | -- | -- | -- | --- |
| 1.   | Nicholas Lampson | Thajsko      | 5 | 9  | 10 | 19 | 17 | +18 |
| 2.   | Mamed Sejfulov   | Kyrgyzstán   | 5 | 11 | 7  | 18 | 4  | +11 |
| 3.   | Jan Isaksson     | Thajsko      | 5 | 10 | 8  | 18 | 6  | +14 |
| 4.   | Ken Kindborn     | Thajsko      | 5 | 3  | 13 | 16 | 4  | +19 |
| 5.   | Masato Kitajama  | Thajsko      | 5 | 7  | 5  | 12 | 6  | +10 |
| 6.   | Arslan Nuryjev   | Turkmenistán | 5 | 5  | 6  | 11 | 8  | +4  |
| 7.   | Maxim Jegorov    | Kyrgyzstán   | 5 | 3  | 8  | 11 | 4  | +8  |
| 8.   | Colm Cannon      | Lucembursko  | 4 | 2  | 8  | 10 | 2  | 0   |
| 9.   | Mikhail Čuvalov  | Kyrgyzstán   | 5 | 5  | 4  | 9  | 2  | +8  |
| 10.  | Alexander Titov  | Kyrgyzstán   | 5 | 3  | 6  | 9  | 8  | +8  |

#### Hodnocení brankářů
Toto je konečné pořadí pěti nejlepších brankářů.
| Poř. | Hráč                 | Tým          | Z. | MIN    | OG | PZ  | PS  | POG  | Úsp%  |
| ---- | -------------------- | ------------ | -- | ------ | -- | --- | --- | ---- | ----- |
| 1.   | Benjamin Kleineschay | Thajsko      | 5  | 291:56 | 9  | 155 | 164 | 1.85 | 94.51 |
| 2.   | Philippe Lepage      | Lucembursko  | 5  | 294:23 | 22 | 165 | 187 | 4.48 | 88.24 |
| 3.   | Ryan Boyd            | JAR          | 5  | 231:26 | 21 | 126 | 147 | 5.44 | 85.71 |
| 4.   | Arslan Marajmbekov   | Kyrgyzstán   | 3  | 126:38 | 7  | 37  | 44  | 3.32 | 84.09 |
| 5.   | Keremli Čaryjev      | Turkmenistán | 4  | 218:50 | 22 | 106 | 128 | 6.03 | 82.81 |

### Ocenění
| Pozice  | Hráč                 |
| ------- | -------------------- |
| Brankář | Benjamin Kleineschay |
| Obránce | Ken Kindborn         |
| Útočník | Mamed Sejfulov       |

## Skupina B

### Účastníci
| Tým                 | Kvalifikace                           |
| ------------------- | ------------------------------------- |
| Severní Korea       | V minulém ročníku odstoupila – sestup |
| Bosna a Hercegovina | 2. místo v Divizi III B 2023          |
| Hongkong            | 3. místo v Divizi III B 2023          |
| Singapur            | 4. místo v Divizi III B 2023          |
| Írán                | 5. místo v Divizi III B 2023          |
| Filipíny            | 1. místo v Divizi IV 2023 a postup    |

### Rozhodčí
| Hlavní                                                             | Čároví |
| ------------------------------------------------------------------ | --- |
| - Alex Lazzeri - Kenži Kosaka - Serkan Kocakara - Oleg Serebrjakov | - Brian Kallesen - Denis Menz - Chan Ka Hei - Ulrich Pardatscher - Toms Mencis - Emilio Gómez - Richard Button |

### Tabulka
|  | Jeden tým postupující do skupiny A |
|  | Jeden tým sestupující do divize IV |

| Poř. | Tým                 | Z | V | VP | PP | P | GV | GI | +/- | B  |
| ---- | ------------------- | - | - | -- | -- | - | -- | -- | --- | -- |
| 1.   | Bosna a Hercegovina | 5 | 4 | 0  | 1  | 0 | 25 | 11 | +14 | 13 |
| 2.   | Severní Korea       | 5 | 4 | 0  | 0  | 1 | 38 | 22 | +16 | 12 |
| 3.   | Hongkong            | 5 | 3 | 1  | 0  | 1 | 40 | 24 | +16 | 11 |
| 4.   | Filipíny            | 5 | 2 | 0  | 0  | 3 | 30 | 30 | 0   | 6  |
| 5.   | Singapur            | 5 | 1 | 0  | 0  | 4 | 20 | 35 | -15 | 3  |
| 6.   | Írán                | 5 | 0 | 0  | 0  | 5 | 14 | 45 | -31 | 0  |

### Zápasy
Všechny časy jsou místní (UTC+1).
| 23. února 2024 13:00 | Hongkong | 8 : 10 (3:1, 3:4, 2:5) | Severní Korea | Skenderija, Sarajevo Návštěvnost: 120 |  |

| Report | |                                                                          | |                                                               |
| Emerson Keung | Emerson Keung | Brankáři                                                                 | Čo Kwang-su (od 25. minuty Ri Song-gun) | Rozhodčí: Serkan Kocakara Čároví: Richard Button Emilio Gómez |
| Chu 13:28' M. Shum 13:50' Ngan (A. Sham) 14:50' Chu 21:10' M. Shum (Chu) 24:45' J. Cheng (L. Wong, Chau) 38:31' Hsu (A. Sham) 45:34' J. Cheng (Ngan) 50:05' | Chu 13:28' M. Shum 13:50' Ngan (A. Sham) 14:50' Chu 21:10' M. Shum (Chu) 24:45' J. Cheng (L. Wong, Chau) 38:31' Hsu (A. Sham) 45:34' J. Cheng (Ngan) 50:05' | 0:1 1:1 2:1 3:1 4:1 5:1 5:2 5:3 5:4 5:5 6:5 6:6 6:7 7:7 7:8 8:8 8:9 8:10 | 12:44' Čung-hjok 25:37' Čchun-rim (Hjok-ču) 26:57' Man-gum (Či-ung) 31:34' Il-čchol 32:43' Čchung-hjok (Čchun-rim) 40:24' Čchun-rim (Čchung-hjok) 45:34' Čchun-rim (Čchung-hjok) 49:31' Man-gum (Čchung-nam) 53:16' Čchun-rim (Hjok-ču) 59:36' Čchung-hjok (Čchun-rim, do prázdné branky) | Rozhodčí: Serkan Kocakara Čároví: Richard Button Emilio Gómez |
| 8 min | 8 min | Tresty                                                                   | 10 min | Rozhodčí: Serkan Kocakara Čároví: Richard Button Emilio Gómez |
| 32 | 32 | Střely                                                                   | 35 | Rozhodčí: Serkan Kocakara Čároví: Richard Button Emilio Gómez |

| 23. února 2024 16:30 | Filipíny | 6 : 3 (0:0, 2:2, 4:1) | Singapur | Skenderija, Sarajevo Návštěvnost: 50 |  |

| Report | |                                     |                                                                                     |                                                           |
| Paolo Spafford | Paolo Spafford | Brankáři                            | Liam Blakney                                                                        | Rozhodčí: Kenži Kosaka Čároví: Chan Ka Hei Brian Kallesen |
| Billones (Regencia) 23:55' Billones 26:18' Sze (Füglister) 45:16' Regencia (Füglister, Spafford) 47:39' Sibug (Füglister, Billones) 56:11' Regencia (Billones) 57:01' | Billones (Regencia) 23:55' Billones 26:18' Sze (Füglister) 45:16' Regencia (Füglister, Spafford) 47:39' Sibug (Füglister, Billones) 56:11' Regencia (Billones) 57:01' | 1:0 1:1 2:1 2:2 3:2 4:2 4:3 5:3 6:3 | 24:32' Lee (Kodrowski) 37:50' Redden (O' Brien, Kodrowski) 48:02' Kelly (Chan, Gao) | Rozhodčí: Kenži Kosaka Čároví: Chan Ka Hei Brian Kallesen |
| 10 min | 10 min | Tresty                              | 8 min                                                                               | Rozhodčí: Kenži Kosaka Čároví: Chan Ka Hei Brian Kallesen |
| 38 | 38 | Střely                              | 29                                                                                  | Rozhodčí: Kenži Kosaka Čároví: Chan Ka Hei Brian Kallesen |

| 23. února 2024 20:00 | Bosna a Hercegovina | 3 : 0 (1:0, 2:0, 0:0) | Írán | Skenderija, Sarajevo Návštěvnost: 750 |  |

| Report                                                                        |                                                                               |             |                  |                                                       |
| Dino Pasović                                                                  | Dino Pasović                                                                  | Brankáři    | Reza Poorhashemi | Rozhodčí: Alex Lazzeri Čároví: Toms Mencis Denis Menz |
| Filipović (Viden) 08:15' Miskić (Omar, Mlivić) 32:56' Gaković (Miskić) 33:38' | Filipović (Viden) 08:15' Miskić (Omar, Mlivić) 32:56' Gaković (Miskić) 33:38' | 1:0 2:0 3:0 |                  | Rozhodčí: Alex Lazzeri Čároví: Toms Mencis Denis Menz |
| 14 min                                                                        | 14 min                                                                        | Tresty      | 8 min            | Rozhodčí: Alex Lazzeri Čároví: Toms Mencis Denis Menz |
| 48                                                                            | 48                                                                            | Střely      | 23               | Rozhodčí: Alex Lazzeri Čároví: Toms Mencis Denis Menz |

| 24. února 2024 13:00 | Severní Korea | 7 : 4 (2:2, 5:0, 0:2) | Singapur | Skenderija, Sarajevo Návštěvnost: 55 |  |

| Report | |                                         |                                                                                             |                                                                      |
| Čo Kwang-su (od 41. minuty Ri Song-gun) | Čo Kwang-su (od 41. minuty Ri Song-gun) | Brankáři                                | Liam Blakney                                                                                | Rozhodčí: Oleg Serebrjakov Čároví: Richard Button Ulrich Pardatscher |
| Čchun-rim (Kwang-song, Čung-hjok) 02:48' Il-čchol (Man-gum, Kum-gwang) 17:24' Hjok-čchan (Čchung-nam) 24:43' Il-čchol 30:00' Čchong-il (Il-čchol, Kum-gwang) 31:29' Hjok-ču (Čchun-rim, Čchung-hjok) 33:40' Čchun-rim 37:26' | Čchun-rim (Kwang-song, Čung-hjok) 02:48' Il-čchol (Man-gum, Kum-gwang) 17:24' Hjok-čchan (Čchung-nam) 24:43' Il-čchol 30:00' Čchong-il (Il-čchol, Kum-gwang) 31:29' Hjok-ču (Čchun-rim, Čchung-hjok) 33:40' Čchun-rim 37:26' | 1:0 1:1 1:2 2:2 3:2 4:2 5:2 6:2 7:2 7:4 | 06:48' Redden (Kodrowski) 07:05' Chan (Gao) 51:08' Chan (Hamnett) 59:15' Kodrowski (Redden) | Rozhodčí: Oleg Serebrjakov Čároví: Richard Button Ulrich Pardatscher |
| 6 min | 6 min | Tresty                                  | 8 min                                                                                       | Rozhodčí: Oleg Serebrjakov Čároví: Richard Button Ulrich Pardatscher |
| 47 | 47 | Střely                                  | 21                                                                                          | Rozhodčí: Oleg Serebrjakov Čároví: Richard Button Ulrich Pardatscher |

| 24. února 2024 16:30 | Írán | 2 : 14 (0:7, 1:2, 1:5) | Filipíny | Skenderija, Sarajevo Návštěvnost: 50 |  |

| Report                                                     |                                                            |                                                                       | |                                                            |
| Reza Poorhashemi (od 15. minuty Navid Alizadeh)            | Reza Poorhashemi (od 15. minuty Navid Alizadeh)            | Brankáři                                                              | Paolo Spafford (od 48. minuty Irell Perez) | Rozhodčí: Serkan Kocakara Čároví: Chan Ka Hei Emilio Gómez |
| Ghafoori (Mehraban, Ghahar) 28:08' Farsad (Bagheri) 46:26' | Ghafoori (Mehraban, Ghahar) 28:08' Farsad (Bagheri) 46:26' | 0:1 0:2 0:3 0:4 0:5 0:6 0:7 1:7 1:8 1:9 1:10 2:10 2:11 2:12 2:13 2:14 | 00:26' Sze (Füglister, Regencia) 00:50' Sze (Regencia, Füglister) 11:06' Siburg (Regencia, Sze) 13:06' Füglister (Sze) 14:17' Regencia (Füglister, Billones) 17:48' Billones (Füglister, Regencia) 19:01' Regencia (Billones) 30:55' Sibug (Billones, Regencia) 34:02' Abis 46:02' Sibug (Tigaronita, Billones) 46:57' Abis (Imperial) 48:36' Füglister (Billones, Regencia) 54:10' Sze 54:48' Tigaronita (Pastrana) | Rozhodčí: Serkan Kocakara Čároví: Chan Ka Hei Emilio Gómez |
| 20 min                                                     | 20 min                                                     | Tresty                                                                | 6 min | Rozhodčí: Serkan Kocakara Čároví: Chan Ka Hei Emilio Gómez |
| 20                                                         | 20                                                         | Střely                                                                | 50 | Rozhodčí: Serkan Kocakara Čároví: Chan Ka Hei Emilio Gómez |

| 24. února 2024 20:00 | Bosna a Hercegovina | 3 : 4 PP (1:2, 2:1, 0:0 – 0:1) | Hongkong | Skenderija, Sarajevo Návštěvnost: 850 |  |

| Report                                                                   |                                                                          |                             | |                                                           |
| Dino Pasović                                                             | Dino Pasović                                                             | Brankáři                    | King Ho (od 45. minuty Emerson Keung)                                                               | Rozhodčí: Kenži Kosaka Čároví: Brian Kallesen Toms Mencis |
| Gaković (Mlivić) 13:46' Omer (Mlivić) 32:28' Omer (Mlivić, Mrkva) 34:53' | Gaković (Mlivić) 13:46' Omer (Mlivić) 32:28' Omer (Mlivić, Mrkva) 34:53' | 0:1 0:2 1:2 1:3 2:3 3:3 3:4 | 04:50' Chu (Shum, He. Cheng) 08:26' Au-Yeung (Cheng Ho, E. Hsu) 28:16' Shum 63:55' Yam Yi (Yam Yau) | Rozhodčí: Kenži Kosaka Čároví: Brian Kallesen Toms Mencis |
| 10 min                                                                   | 10 min                                                                   | Tresty                      | 22 min                                                                                              | Rozhodčí: Kenži Kosaka Čároví: Brian Kallesen Toms Mencis |
| 37                                                                       | 37                                                                       | Střely                      | 29                                                                                                  | Rozhodčí: Kenži Kosaka Čároví: Brian Kallesen Toms Mencis |

| 26. února 2024 13:00 | Severní Korea | 9 : 4 (3:1, 3:2, 3:1) | Írán | Skenderija, Sarajevo Návštěvnost: 50 |  |

| Report | |                                                     | |                                                              |
| Čo Kwang-su (od 47. minuty Ri Song-gun) | Čo Kwang-su (od 47. minuty Ri Song-gun) | Brankáři                                            | Reza Poorhashemi | Rozhodčí: Kenži Kosaka Čároví: Denis Menz Ulrich Pardatscher |
| Čchung-nam (Song-il, Mang-gum) 01:20' K. Čchung-hjok (P. Čchung-hjok, Čchun-rim) 09:44' Čchong-il (Čchol-mjong) 16:17' Čchun-rim (Kwang-song, K. Čchung-hjok) 22:57' Man-gum (Il-čchol, Čchung-nam) 29:03' Hjok-ju (Čchun-rim, Kwang-song) 31:58' Song-il (Man-gum, Čchung-nam) 46:01' Čchun-rim (Kwang-song, Čchung-hjok) 51:49' Hjok-ju (Čchung-hjok, Čchun-rim) 59:24' | Čchung-nam (Song-il, Mang-gum) 01:20' K. Čchung-hjok (P. Čchung-hjok, Čchun-rim) 09:44' Čchong-il (Čchol-mjong) 16:17' Čchun-rim (Kwang-song, K. Čchung-hjok) 22:57' Man-gum (Il-čchol, Čchung-nam) 29:03' Hjok-ju (Čchun-rim, Kwang-song) 31:58' Song-il (Man-gum, Čchung-nam) 46:01' Čchun-rim (Kwang-song, Čchung-hjok) 51:49' Hjok-ju (Čchung-hjok, Čchun-rim) 59:24' | 1:0 2:0 2:1 3:1 4:1 4:2 4:3 5:3 7:3 6:3 8:3 8:4 9:4 | 11:16' Farsad (Bagheri, Ghafoori) 23:27' Keyhanfar (Mehraban) 25:31' Ghafoori (Bagheri, Houshidari) 53:48' Hamzeh (Ghafoori) | Rozhodčí: Kenži Kosaka Čároví: Denis Menz Ulrich Pardatscher |
| 10 min | 10 min | Tresty                                              | 18 min | Rozhodčí: Kenži Kosaka Čároví: Denis Menz Ulrich Pardatscher |
| 52 | 52 | Střely                                              | 22 | Rozhodčí: Kenži Kosaka Čároví: Denis Menz Ulrich Pardatscher |

| 26. února 2024 16:30 | Hongkong | 8 : 3 (1:2, 4:1, 3:0) | Singapur | Skenderija, Sarajevo Návštěvnost: 30 |  |

| Report | |                                             |                                                        |                                                                |
| Emerson Keung | Emerson Keung | Brankáři                                    | Liam Blakney                                           | Rozhodčí: Oleg Serebrjakov Čároví: Richard Button Emilio Gómez |
| Shum (Sham) 01:21' J. Cheng (Yam Yi) 26:36' Chu (Sham, J. Cheng) 28:39' J. Cheng (Ngan, Chu) 31:44' Shum (J. Cheng, He. Cheng) 37:36' Shum (Chu) 40:22' Chu (J. Cheng, Leung) 44:43' Sham (He. Cheng, J. Cheng) 48:59' | Shum (Sham) 01:21' J. Cheng (Yam Yi) 26:36' Chu (Sham, J. Cheng) 28:39' J. Cheng (Ngan, Chu) 31:44' Shum (J. Cheng, He. Cheng) 37:36' Shum (Chu) 40:22' Chu (J. Cheng, Leung) 44:43' Sham (He. Cheng, J. Cheng) 48:59' | 1:0 1:1 1:2 2:2 3:2 4:2 5:2 5:3 6:3 7:3 8:3 | 01:57' Lee 18:38' E. Redden (Chan) 37:44' Chan (Kelly) | Rozhodčí: Oleg Serebrjakov Čároví: Richard Button Emilio Gómez |
| 12 min | 12 min | Tresty                                      | 16 min                                                 | Rozhodčí: Oleg Serebrjakov Čároví: Richard Button Emilio Gómez |
| 41 | 41 | Střely                                      | 29                                                     | Rozhodčí: Oleg Serebrjakov Čároví: Richard Button Emilio Gómez |

| 26. února 2024 20:00 | Bosna a Hercegovina | 6 : 3 (2:0, 2:1, 2:2) | Filipíny | Skenderija, Sarajevo Návštěvnost: 300 |  |

| Report | |                                     |                                                                           |                                                           |
| Dino Pašović | Dino Pašović | Brankáři                            | Paolo Spafford                                                            | Rozhodčí: Alex Lazzeri Čároví: Chan Ka Hei Brian Kallesen |
| Gaković (Omer, Filipović) 03:15' Sinanbegović (Vulović) 15:30' Gaković (Viđen) 25:14' Mlivić (Sinanbegović, Vučinić) 38:04' Gaković (Omer) 40:24' Omer (Filipović, do prázdné branky) 58:22' | Gaković (Omer, Filipović) 03:15' Sinanbegović (Vulović) 15:30' Gaković (Viđen) 25:14' Mlivić (Sinanbegović, Vučinić) 38:04' Gaković (Omer) 40:24' Omer (Filipović, do prázdné branky) 58:22' | 1:0 2:0 3:0 4:0 4:1 5:1 5:2 5:3 6:3 | 39:26' Füglister (Billones) 51:02' Sze (Abis) 57:02' Abis (Regencia, Sze) | Rozhodčí: Alex Lazzeri Čároví: Chan Ka Hei Brian Kallesen |
| 8 min | 8 min | Tresty                              | 12 min                                                                    | Rozhodčí: Alex Lazzeri Čároví: Chan Ka Hei Brian Kallesen |
| 39 | 39 | Střely                              | 40                                                                        | Rozhodčí: Alex Lazzeri Čároví: Chan Ka Hei Brian Kallesen |

| 27. února 2024 13:00 | Írán | 3 : 11 (2:4, 0:5, 1:2) | Hongkong | Skenderija, Sarajevo Návštěvnost: 40 |  |

| Report                                                                              |                                                                                     |                                                            | |                                                                  |
| Reza Poorhashemi                                                                    | Reza Poorhashemi                                                                    | Brankáři                                                   | King Ho | Rozhodčí: Serkan Kocakara Čároví: Toms Mencis Ulrich Pardatscher |
| Eslami (Jalal) 01:32' Farsad (Ghafoori) 03:06' Bagheri (Ghafoori, Abdollahi) 54:14' | Eslami (Jalal) 01:32' Farsad (Ghafoori) 03:06' Bagheri (Ghafoori, Abdollahi) 54:14' | 1:0 2:0 2:1 2:2 2:3 2:4 2:5 2:6 2:7 2:8 2:9 2:10 2:11 3:11 | 03:31' Ngan (E. Hsu, M. Hsu) 04:21' L. Wong (Chau, Au-Yeung) 07:03' Sham (He. Cheng, Yam Yau) 16:50' J. Cheng (He. Cheng, Shum) 21:58' Ngan (Shum) 22:22' L. Wong (Au-Yeung, Chau) 25:05' Yeung (J. Cheng) 32:18' J. Cheng (Chu) 38:46' Ngan (E. Hsu) 49:59' Shum (Yam Yau) 52:01' L. Wong (Y. Wong, Yeung) | Rozhodčí: Serkan Kocakara Čároví: Toms Mencis Ulrich Pardatscher |
| 16 min                                                                              | 16 min                                                                              | Tresty                                                     | 10 min | Rozhodčí: Serkan Kocakara Čároví: Toms Mencis Ulrich Pardatscher |
| 18                                                                                  | 18                                                                                  | Střely                                                     | 55 | Rozhodčí: Serkan Kocakara Čároví: Toms Mencis Ulrich Pardatscher |

| 27. února 2024 16:30 | Filipíny | 2 : 10 (1:2, 0:7, 1:1) | Severní Korea | Skenderija, Sarajevo Návštěvnost: 35 |  |

| Report                                          |                                                 |                                                  | |                                                              |
| Paolo Spafford (od 41. minuty Irell Perez)      | Paolo Spafford (od 41. minuty Irell Perez)      | Brankáři                                         | Čo Kwang-su | Rozhodčí: Oleg Serebrjakov Čároví: Richard Button Denis Menz |
| Sze (Sibug) 19:27' Regencia (Tigaronita) 52:28' | Sze (Sibug) 19:27' Regencia (Tigaronita) 52:28' | 0:1 0:2 1:2 1:3 1:4 1:5 1:6 1:7 1:8 1:9 2:9 2:10 | 15:35' Hjok-čuem (Čchung-hjok) 18:31' Hyok-ču (Čun-rim, Kwang-song) 24:44' Kum-gwang 28:03' Kum-gwang (Čchung-nam, Il-čchol) 29:06' Song-il (Il-čchol, Man-gum) 32:01' Či-ung (Čchun-rim) 33:43' Čchung-hjok (Čchun-rim) 38:34' Il-čchol (Kum-gwang) 39:54' Hjok-čchan (Čin-hjok, Čchong-il) 59:39' Čchun-rim (Čchung-hjok, Kwang-song) | Rozhodčí: Oleg Serebrjakov Čároví: Richard Button Denis Menz |
| 14 min                                          | 14 min                                          | Tresty                                           | 12 min | Rozhodčí: Oleg Serebrjakov Čároví: Richard Button Denis Menz |
| 25                                              | 25                                              | Střely                                           | 47 | Rozhodčí: Oleg Serebrjakov Čároví: Richard Button Denis Menz |

| 27. února 2024 20:00 | Singapur | 2 : 9 (1:4, 1:3, 0:2) | Bosna a Hercegovina | Skenderija, Sarajevo Návštěvnost: 700 |  |

| Report                                      |                                             |                                             | |                                                         |
| Liam Blakney (od 41. minuty Chin Hao Lee)   | Liam Blakney (od 41. minuty Chin Hao Lee)   | Brankáři                                    | Karim Ahmetovski | Rozhodčí: Alex Lazzeri Čároví: Chan Ka Hei Emilio Gómez |
| Redden 04:28' Hamnett (Chan, Redden) 34:46' | Redden 04:28' Hamnett (Chan, Redden) 34:46' | 0:1 0:2 1:2 1:3 1:4 1:5 2:5 2:6 2:7 2:8 2:9 | 00:26' Smajlović (Alić, Mlivić) 03:43' Andrijasević (Vucinić, Mlivić) 12:35' Gaković (Mlivić) 14:31' Sinanbegović (Gaković) 24:38' Gaković (Catović) 39:23' Cordalija (Mlivić) 39:54' Mlivić (Cordalija) 42:12' Mlivić (Cordalija) 58:37' Miskić (Alić) | Rozhodčí: Alex Lazzeri Čároví: Chan Ka Hei Emilio Gómez |
| 4 min                                       | 4 min                                       | Tresty                                      | 14 min | Rozhodčí: Alex Lazzeri Čároví: Chan Ka Hei Emilio Gómez |
| 32                                          | 32                                          | Střely                                      | 44 | Rozhodčí: Alex Lazzeri Čároví: Chan Ka Hei Emilio Gómez |

| 29. února 2024 13:00 | Singapur | 8 : 5 (2:0, 2:2, 4:3) | Írán | Skenderija, Sarajevo Návštěvnost: 50 |  |

| Report | |                                                     | |                                                              |
| Liam Blakney | Liam Blakney | Brankáři                                            | Reza Poorhashemi | Rozhodčí: Alex Lazzeri Čároví: Denis Menz Ulrich Pardatscher |
| Kodrowski (Lee, Chew) 09:20' Kodrowski (Lee, Redden) 10:31' Chan (Redden) 23:01' Redden 34:37' Redden (Kodrowski, Lee) 41:45' Kodrowski (Redden) 45:29' Chan 57:16' Redden (do prázdné branky) 59:37' | Kodrowski (Lee, Chew) 09:20' Kodrowski (Lee, Redden) 10:31' Chan (Redden) 23:01' Redden 34:37' Redden (Kodrowski, Lee) 41:45' Kodrowski (Redden) 45:29' Chan 57:16' Redden (do prázdné branky) 59:37' | 1:0 2:0 2:1 3:1 3:2 4:2 5:2 5:3 5:4 6:4 6:5 7:5 8:5 | 21:16' Keyhanfar 32:03' Farsad 43:37' Ghafar (Bahri, Ghafoori) 44:10' Mehraban (Heidari, Korehei) 47:46' Hamzeh (Mehraban) | Rozhodčí: Alex Lazzeri Čároví: Denis Menz Ulrich Pardatscher |
| 10 min | 10 min | Tresty                                              | 6 min | Rozhodčí: Alex Lazzeri Čároví: Denis Menz Ulrich Pardatscher |
| 45 | 45 | Střely                                              | 29 | Rozhodčí: Alex Lazzeri Čároví: Denis Menz Ulrich Pardatscher |

| 29. února 2024 16:30 | Hongkong | 9 : 5 (3:1, 3:3, 3:1) | Filipíny | Skenderija, Sarajevo Návštěvnost: 50 |  |

| Report | |                                                         | |                                                           |
| King Ho | King Ho | Brankáři                                                | Irell Perez (od 21. minuty Paolo Spafford)                                                                                               | Rozhodčí: Kenži Kosaka Čároví: Richard Button Chan Ka Hei |
| Hsu (Ngan, Sham) 05:25' Yam Yau (J. Cheng) 13:49' Yam Yau (J. Cheng, C. Cheng) 18:53' Sham (Hsu, Ngan) 31:29' Sham (H. Cheng, J. Cheng) 33:40' Sham (J. Cheng) 38:48' Yam Yi (J. Cheng) 52:30' Y. Wong (L. Wong, Shum) 56:57' Chu (J. Cheng, Yam Yi, do prázdné branky) 59:10' | Hsu (Ngan, Sham) 05:25' Yam Yau (J. Cheng) 13:49' Yam Yau (J. Cheng, C. Cheng) 18:53' Sham (Hsu, Ngan) 31:29' Sham (H. Cheng, J. Cheng) 33:40' Sham (J. Cheng) 38:48' Yam Yi (J. Cheng) 52:30' Y. Wong (L. Wong, Shum) 56:57' Chu (J. Cheng, Yam Yi, do prázdné branky) 59:10' | 1:0 1:1 2:1 3:1 3:2 3:3 3:4 4:4 5:4 6:4 6:5 7:5 8:5 9:5 | 10:14' Abis (Sze) 27:50' Billones (Regencia, Sze) 29:42' Sibug (Füglister, Billones) 30:49' Sze (Füglister) 41:21' Imperial (Tigaronita) | Rozhodčí: Kenži Kosaka Čároví: Richard Button Chan Ka Hei |
| 10 min | 10 min | Tresty                                                  | 14 min | Rozhodčí: Kenži Kosaka Čároví: Richard Button Chan Ka Hei |
| 36 | 36 | Střely                                                  | 31 | Rozhodčí: Kenži Kosaka Čároví: Richard Button Chan Ka Hei |

| 29. února 2024 20:00 | Severní Korea | 2 : 4 (2:1, 0:2, 0:1) | Bosna a Hercegovina | Skenderija, Sarajevo Návštěvnost: 1 700 |  |

| Report                                                       |                                                              |                         | |                                                               |
| Čo Kwang-su                                                  | Čo Kwang-su                                                  | Brankáři                | Dino Pasović | Rozhodčí: Oleg Serebrjakov Čároví: Brian Kallesen Toms Mencis |
| Čchun-rim (Čchung-hjok) 01:56' Čchun-rim (Kwang-song) 17:43' | Čchun-rim (Čchung-hjok) 01:56' Čchun-rim (Kwang-song) 17:43' | 1:0 1:1 2:1 2:2 2:3 2:4 | 14:42' Gaković (Filipović, Smajlović) 37:16' Cordalija (Sinanbegović, Vucinić) 37:56' Andrijasević (Miskić, Mlivić) 42:57' Miskić (Pleho, Mrkva) | Rozhodčí: Oleg Serebrjakov Čároví: Brian Kallesen Toms Mencis |
| 14 min                                                       | 14 min                                                       | Tresty                  | 10 min | Rozhodčí: Oleg Serebrjakov Čároví: Brian Kallesen Toms Mencis |
| 47                                                           | 47                                                           | Střely                  | 31 | Rozhodčí: Oleg Serebrjakov Čároví: Brian Kallesen Toms Mencis |

### Hráčské statistiky

#### Kanadské bodování
Toto je konečné pořadí hráčů podle dosažených bodů. Za jeden vstřelený gól nebo přihrávku na gól hráč získal jeden bod.
| Poř. | Hráč             | Tým                 | Z | G  | A  | B  | TM | +/- |
| ---- | ---------------- | ------------------- | - | -- | -- | -- | -- | --- |
| 1.   | Hong Čchun-rim   | Severní Korea       | 5 | 11 | 9  | 20 | 2  | +11 |
| 2.   | Justin Cheng     | Hongkong            | 5 | 6  | 11 | 17 | 0  | +1  |
| 3.   | Steven Füglister | Filipíny            | 5 | 3  | 12 | 15 | 2  | -1  |
| 4.   | Aro Regencia     | Filipíny            | 5 | 4  | 10 | 14 | 0  | -4  |
| 5.   | Kenwrick Sze     | Filipíny            | 5 | 8  | 4  | 12 | 8  | -5  |
| 6.   | Ethan Redden     | Singapur            | 5 | 7  | 5  | 12 | 2  | -1  |
| 7.   | Heng Shum        | Hongkong            | 5 | 6  | 6  | 12 | 4  | +3  |
| 8.   | Manvil Billones  | Filipíny            | 5 | 4  | 8  | 12 | 4  | -7  |
| 9.   | Pak Čchung-hjok  | Severní Korea       | 5 | 4  | 7  | 11 | 2  | +11 |
| 10.  | Adnan Mlivić     | Bosna a Hercegovina | 5 | 3  | 8  | 11 | 2  | +7  |

#### Hodnocení brankářů
Toto je konečné pořadí pěti nejlepších brankářů.
| Poř. | Hráč             | Tým                 | Z. | MIN    | OG | PZ  | PS  | POG  | Úsp%  |
| ---- | ---------------- | ------------------- | -- | ------ | -- | --- | --- | ---- | ----- |
| 1.   | Dino Pasović     | Bosna a Hercegovina | 4  | 243:54 | 9  | 130 | 139 | 2.21 | 93.53 |
| 2.   | King Ho          | Hongkong            | 3  | 164:15 | 11 | 66  | 77  | 4.02 | 85.71 |
| 3.   | Čo Kwang-su      | Severní Korea       | 5  | 230:46 | 16 | 90  | 106 | 4.16 | 84.91 |
| 4.   | Reza Poorhashemi | Írán                | 5  | 252:19 | 35 | 180 | 215 | 8.32 | 83.72 |
| 5.   | Emerson Keung    | Hongkong            | 3  | 139:16 | 12 | 60  | 72  | 5.17 | 83.33 |

### Ocenění
| Pozice  | Hráč           |
| ------- | -------------- |
| Brankář | Dino Pasović   |
| Obránce | Haris Mrkva    |
| Útočník | Hong Čchun-rim |